# Kreisgericht Osterode
Das Kreisgericht Osterode war ein preußisches Kreisgericht in der damaligen Provinz Preußen mit Sitz in der Stadt Osterode.

## Geschichte
Im Bezirk des Kreisgerichts Osterode bestanden bis 1849 das königliche Land- und Stadtgericht Osterode, das Land- und Stadtgericht Hohenstein sowie viele Patrimonialgerichte.
1849 wurden in Preußen einheitlich Kreisgerichte geschaffen. Hierbei wurde die Patrimonialgerichtsbarkeit abgeschafft und die Patrimonialgerichte wurden aufgehoben. Auch die eingangs genannten Gerichte wurden aufgehoben und es entstand das Königliche Kreisgericht Osterode im Sprengel des Ostpreußischen Tribunals zu Königsberg. Es war für den Landkreis Osterode zuständig.
Schwurgerichtssachen wurden beim Kreisgericht Mohrungen behandelt. Am Gericht waren 1870 ein Direktor und acht Kreisrichter eingesetzt. 1870 betrug die Zahl der Gerichtseingesessenen 61.859. Gerichtskommissionen bestanden in Gilgenburg und Hohenstein.
Im Rahmen der Reichsjustizgesetze wurde das Gerichtswesen in Deutschland 1879 vereinheitlicht. Damit wurde das Kreisgericht Osterode aufgehoben und das königlich preußische Amtsgericht Osterode i. Ostpr. mit Wirkung zum 1. Oktober 1879 als eines von zehn Amtsgerichten im Bezirk des Landgerichtes Allenstein als Nachfolger gebildet.